# Extension du domaine de la lutte (film)
Pour l’article homonyme, voir Extension du domaine de la lutte.
Pour plus de détails, voir Fiche technique et Distribution.
Extension du domaine de la lutte est une adaptation au cinéma du roman du même nom de Michel Houellebecq, réalisée par Philippe Harel, sortie en 1999.

## Synopsis
Un homme (simplement appelé Notre Héros) désillusionné par la société moderne, et encore sous le choc d'une rupture amoureuse, voit sa misogynie s'accroître de jour en jour, à la suite de nombreuses frustrations face aux femmes et à son incapacité à entrer normalement en relation avec elles. Lors d'un voyage d'affaires en compagnie de Raphaël Tisserand, son supérieur professionnel, mais son subalterne au niveau de l'expérience amoureuse, il trouvera moyen de s'enfoncer davantage dans ses idées noires, entraînant son collègue avec lui dans une spirale pathétique.
Comme si les choses n'allaient pas assez mal, Notre Héros provoquera par inadvertance la mort de Tisserand, ce qui finira de plonger le personnage dans la dépression la plus totale.
En retraite dans un hôpital psychiatrique, il continue à pester contre les femmes et la société dont il rejette les valeurs stéréotypées (une hiérarchie de domination par le pouvoir chez les hommes, et une hiérarchie de la séduction chez les femmes).
Le film se termine tout de même sur une note positive, avec Notre Héros qui prend des cours de danse et se retrouve face à une femme nettement plus grande que lui, et qui lui sourit.

## Fiche technique
- Titre : Extension du domaine de la lutte
- Réalisation : Philippe Harel
- Scénario : Philippe Harel et Michel Houellebecq d'après son roman éponyme
- Production : Adeline Lecallier
- Photographie : Gilles Henry
- Montage : Bénédicte Teiger
- Décors : Louise Marzaroli
- Costumes : Anne Schotte
- Pays d'origine :  France
- Format : couleur - Dolby Digital
- Genre : drame
- Durée : 120 minutes
- Date de sortie : 1999

## Distribution
- Philippe Bianco : La voix du narrateur (voix)
- Philippe Harel : Notre Héros
- José Garcia : Tisserand
- Catherine Mouchet : La psychologue
- Cécile Reigher : Catherine Lechardoy
- Marie-Charlotte Leclaire : La secrétaire de H. La Brette
- Philippe Agael : Henri La Brette
- Alain Guillo : Buvet
- Yvan Garouel : Un représentant du Ministère
- Christophe Rossignon : Bernard
- Michka Assayas : Le chef du service informatique